# Tsering Dhundup
Tsering Dhundup (sinh 21 tháng 2 năm 1982) là một cầu thủ bóng đá và nhà hoạt động chính trị Tây Tạng đến từ Dehradun. Anh thi đấu ở vị trí tiền vệ Đội tuyển bóng đá quốc gia Tây Tạng từ năm 2007. Dhundup là cầu thủ ghi nhiều bàn nhất từ trận thắng 6-0 trước Delhi XI, ngày 4 tháng 8 năm 2007, kể từ khi đội Tây Tạng thành lập năm 1999.
Dhundup là người phát ngôn của Hội Thanh niên Tây Tạng. Tháng 2 năm 2008,  Dhundup bị bắt ở Trung tâm Tiếp tân Tây Tạng của Liên Hợp Quốc ở Kathmandu.  Anh bị giữ trong nhà tù bởi Bộ phận nhập cư Nepal, trước khi được giao lại cho chính quyền Trung Quốc, ở biên giới Tây Tạng-Nepal ở Tatopani. Những người lưu vong và ủng hộ ở Tây Tạng yêu cầu thả anh ra.